# Popokabaka
Popokabaka este un oraș în  provincia Bandundu, Republica Democrată Congo. În 2012 avea o populație de 13 082 de locuitori, iar în 2004 avea 10 876.